# Náuplio (larva)

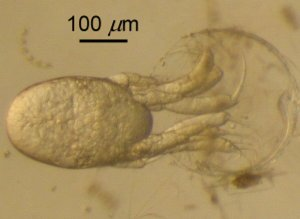
Náuplio do krill Euphausia pacifica, emergindo do ovo.

Náuplio é o estágio larvar e planctónico típico da maioria dos crustáceos aquáticos. O náuplio, enquanto larva, livre e nadadora, dispõe de três pares de apêndices e um pequeno olho (ocelo) mediano único, na parte anterior da cabeça.
O ciclo reprodutivo dos crustáceos começa com cistos hibernantes encubados ("ovos"), que são embriões enclausurados, sem atividade metabólica. Quando os cistos se rompem, o embrião abandona a carapaça e é então chamado náuplio. Uma vez completado o seu desenvolvimento, o náuplio emerge como um livre nadador. Alimenta-se de partículas de microalgas, bactérias e detritos. Os náuplios passam por 15 mutações, em no mínimo oito dias, antes de atingir a fase adulta.

## Etimologia
O substantivo «náuplio», provém do étimo latino Nauplius. Esta palavra, por seu turno, provém do étimo grego clássico, ναύπλιος , o qual que servia para aludir a certos tipos de crustáceos no seu estado larval.